# El Hadj Kassé
Pour les articles homonymes, voir Kassé.
El Hadj Hamidou Kassé est un journaliste  et écrivain  sénégalais.

## Biographie
Philosophe de formation, puis journaliste au sein du groupe Sud Communication, il dirige le magazine L’Espace nouveau après avoir quitté le quotidien national Le Soleil. Expert en communication, Kassé a dirigé le Cabinet KG Communication et a été Co-Directeur de l'agence Afrique Communication. Il a effectué nombreuses missions de consultation pour le compte de plusieurs institutions nationales et internationales au Sénégal, en Afrique et en Europe. 
Il travaille ensuite dans l'équipe de communication du président malien Amadou Toumani Touré dont il soutient activement l'expérience de "gestion consensuelle du pouvoir". 
Après l'élection de Macky Sall à la tête du Sénégal, il devient chef du pool de communication de la présidence de la République. Il quitte cette fonction en 2013 et est nommé Président du Comité scientifique préparatoire de la XVe Conférence des Chefs d'État et de Gouvernement dite XVe Sommet de la Francophonie tenu à Dakar les 29 et 30 novembre 2014. En novembre 2015, le président de la République Macky Sall l'élève au rang de ministre chargé de la Communication à la Présidence de la République.   
Kassé a fait ses études primaires et une partie du secondaire à Matam, nord-est du Sénégal correspondant aux anciennes provinces  du Fouta nommées Damga, Nguenar, Boosoya. Il obtint le bac série A à Saint-Louis en 1983 et rejoint l'Université de Dakar, notamment le Departement de Philosophie. En 1987, il est titulaire de la Maîtrise de philosophie et du Certificat de spécialisation en Psychologie, option Psychopathologie africaine. Kassé soutient un mémoire sur la "Crise du marxisme" (1987) avec mention Très Bien. Il bénéficie d'une bourse de l'Etat du Sénégal et poursuit des études en Sciences sociales, option Sociologie  de l'information et de la communication à l'Université Paris 7, Jussieu.   
Proche du Président Macky Sall, qu'il accompagna dans sa stratégie de conquête du pouvoir, et de l'Alliance pour la République (APR) ,  El Hadj H. Kassé participe activement  aux débats politiques dans son pays. Il a été, par ailleurs, un militant actif de l’extrême gauche vers la fin des années 70 et le long des années 80. Du Collège de Matam à l'Université de Dakar, il fut un leader constant et très suivi du mouvement élève et étudiant.   

## Ouvrages
- Les mamelles de Thiendella, 1994
- Clair désir ici-bas, 2001
- Misères de la presse, 2002
- Les nuits de Salame, 2003
- La communication en temps de campagne électorale : le style ATT, Panafrika, 2010
- (avec Mamoudou Ibra Kane) Mamoudou Touré, un Africain au cœur de l’économie mondiale, Harmattan-Sénégal, 2012.